# Physalaemus kroyeri
Espèce
Synonymes
- Gomphobates kröyeri Reinhardt & Lütken, 1862 "1861"

Statut de conservation UICN

 LC  : Préoccupation mineure
Physalaemus kroyeri est une espèce d'amphibiens de la famille des Leptodactylidae.

## Répartition
Cette espèce est endémique du Brésil. Elle se rencontre jusqu'à 240 m d'altitude dans les États du Paraíba, du Pernambouc, d'Alagoas, du Sergipe, de l'État de Bahia, du Minas Gerais et du Piauí,.

## Étymologie
Cette espèce est nommée en l'honneur de Henrik Nikolai Krøyer.

## Publication originale
- Reinhardt & Lütken, 1862 "1861" : Bidrag til Kundskab om Brasiliens Padder og Krybdyr. Förste Afdeling Paddern og Oglerne. Videnskabelige meddelelser fra den Naturhistoriske forening i Kjöbenhavn, vol. 1861, no 10/15, p. 143-242 (texte intégral).